# Ragib Čapljić
Ragib Čapljić (Rogatica, BiH, 1890. – BiH, 23. rujna 1944.), hrvatski političar i za vrijeme NDH veliki župan Velike župe Usore i Soli.

## Životopis
Ragib Čapljić je bio hrvatski domoljub, političar i veliki župan u NDH. Rodio se u Rogatici 1890. godine, za doba austro-ugarske okupacije BiH. Bio je promicatelj hrvatske državotvorne misli među svojim sugrađanima muslimanima. Zbog toga je u Kraljevini Jugoslaviji uhićivan i zatvaran najmanje po mjesec dana u godinama 1918., 1921., 1923., 1925., 1933. i 1935. Uvijek bi mu bila namijenjena samica, koju su Rogatičani nazvali Ragibova samica. Na listi JMO ('Jugoslavenske muslimanske organizacije') je biran za narodnog zastupnika, a na izborima godine 1935. je izabran iako je u vrijeme izbora bio u zatvoru. Tijekom zastupničkog mandata za kotar Rogaticu, u predizborno vrijeme uoči prosinačkih izbora 1938. tiskao je letak, na kojemu su bile imenom i prezimenom navedene 223 osobe iz rogatičkog kotara, koje su Srbi u jesen godine 1914. poubijali, i preko 70 talaca, koje su odveli sa sobom, a koji se nikada nisu vratili kućama. Nitko od službenih srpskih vlasti se nije usudio pobijati istinitost tog popisa. Nakon što je proglašena NDH, početkom lipnja 1941. godine bio je imenovan velikim županom Velike župe Usore i Soli sa sjedištem u Tuzli. Polovicom rujna godine 1941. nakon velikih četničkih zločina nad muslimanima, Ragib Čapljić kao veliki župan, na narodnom zboru u Puračiću, poziva muslimane u 'sveti rat' protiv ustanika i najavljuje osnivanje postrojba koje će biti u stanju obraniti muslimanska naselja. Poginuo je na dužnosti prilikom obilaska Rogatice, od ostataka eksplodirane zrakoplovne bombe 23. rujna 1944. godine.